# Bali (Cameroun)
Pour les articles homonymes, voir Bali (homonymie).
Bali est une commune du Cameroun située dans la région du Nord-Ouest et dans le département de la Mezam, à l'ouest de Bamenda. 

## Géographie
La ville est située sur la route nationale 6 (axe Bamenda-Mamfé) à 21 km au sud-ouest du chef-lieu régional Bamenda.
|        | Mbengwi | Bamenda II |
| Batibo | Bali    | Bamenda II |
| Batibo | Santa   | Santa      |

## Histoire
La Bali Native Authority est instauré en 1921 par l'administration coloniale britannique avec pour siège Bamenda, elle couvrait la zone actuelle du Bali Council, ainsi que le domaine de thé de Santa jusqu'à Baligham. Les administrateurs municipaux nommés ont dirigé la commune jusqu'en 1996, date de la première élection du maire.

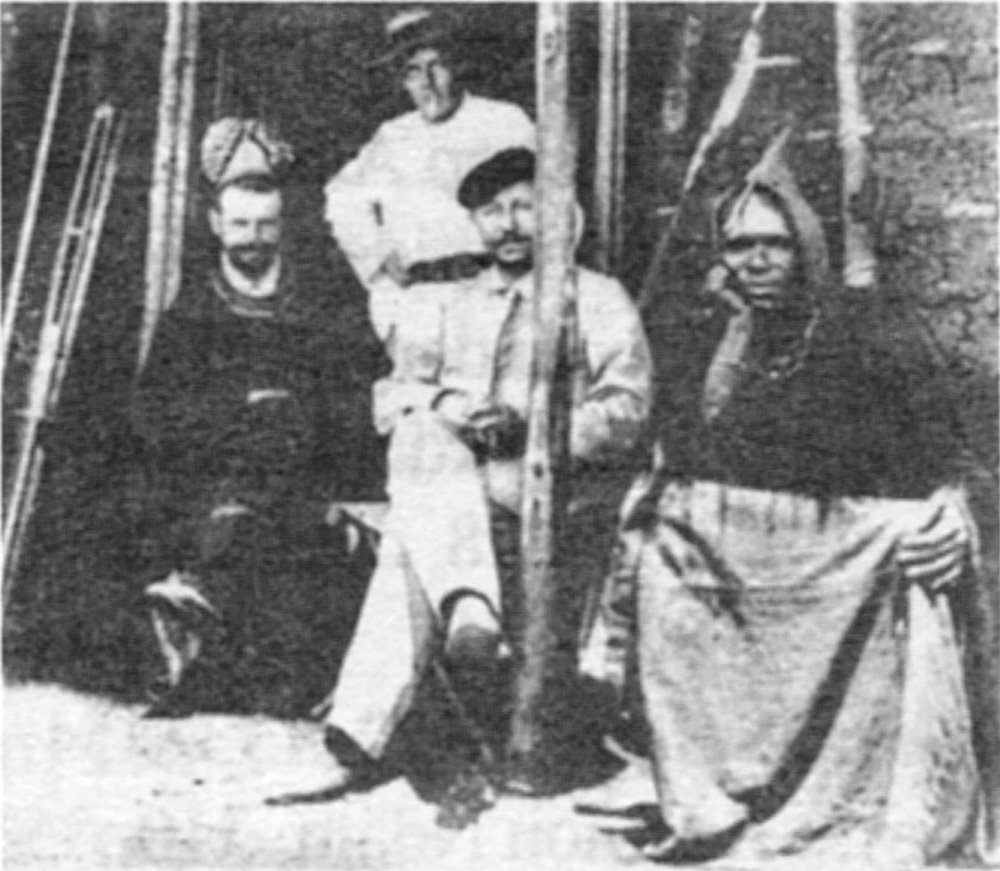
L'explorateur Eugen Zintgraff et Galega I, fon de Bali

## Population
Lors du recensement de 2005, la commune comptait 30 375 habitants, dont 17 612 pour Bali Ville.

## Chefferies traditionnelles
L'arrondissement est le siège de l'une des cinq chefferies traditionnelles de 1er degré de la région du Nord-Ouest :
- Chefferie Bali-Nyongha (28 276 habitants en 2015)

Il compte une chefferie traditionnelle de Modèle:H1e degré reconnue par le ministère de l'administration du territoire et de la décentralisation :
- Chefferie Bawock

## Structure administrative de la commune

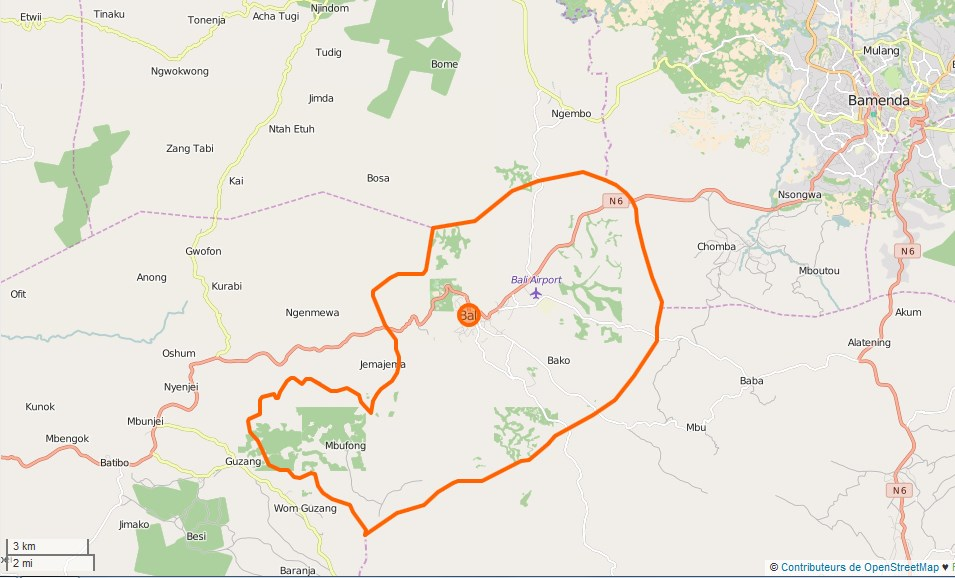
Limite communale de Bali

Outre la ville de Bali, la commune comprend les villages suivants  :
- Bawock
- Beisen
- Bossa
- Gungong
- Koppin
- Kutadnchi
- Mantum
- Mbatmandet
- Mbeluh
- Mbufung
- Naka
- Mudum
- Wossing

## Éducation
L'arrondissement compte 12 établissements secondaires :
- Lycée bilingue de Bawock
- CETIC de Bawock
- Collège bilingue de Boh-Etoma
- Divine Comprehensive Secondary School, Jingong 1
- Collège technique de Jingong 4
- Collège protestant du Cameroun, Jingong 4
- CETIC de Mantum
- Collège anglophone de Wosing
- Lycée de Jingong 2
- Lycée bilingue de Jingong 4
- Lycée technique de Bali, Kutaduchi
- Bali Community High School, Kutaduchi

Le Collège protestant du Cameroun, établissement secondaire de la Presbyterian Church in Cameroon est installé à proximité de la ville depuis 1949, collège de garçons à son origine, il est mixte depuis 1972.

## Transports
La ville dispose d'un terrain d'aviation (code AITA : BLC).